# طواف شرق بوهيميا 2015
طواف شرق بوهيميا 2015 (بالفرنسية: Tour de Bohême de l'Est 2015)‏ هو سباق دراجات هوائية، وهو الموسم رقم 1 من نفس السباق، وأقيم خلال الفترة 11 سبتمبر 2015، وحتى 13 سبتمبر 2015، وامتدّ لمسافة 503 كيلومتر، وهو أحد سباقات طواف أوروبا للدراجات 2015.

## الفرق
| فرق قارية (13)- Sportland Niederösterreich ‏ - Astana City ‏ - CK Příbram Fany Gastro ‏ - Cycling Academy - Klein Constantia (cycling team) ‏ - LKT Team Brandenburg ‏ - Lokosphinx ‏ - Tufo–Pardus Prostějov ‏ - Synergy Baku Cycling Project ‏ - Team Dukla Praha (men's team) ‏ - Team Sparebanken Sør ‏ - إلكوف كاسبر ‏ - WSA KTM Graz p/b Leomo ‏ |  |
| |  |

## المراحل
| المرحلة   | التاريخ   | الدورة                                              | type         | المسافة (كم) | الفائز بالمرحلة  | القائد العام     |
| --------- | --------- | --------------------------------------------------- | ------------ | ------------ | ---------------- | ---------------- |
| المرحلة 1 | 11 سبتمبر | Třebechovice pod Orebem ‏ – Třebechovice pod Orebem ‏ | مرحلة التلال | 158٫6        | Alois Kaňkovský ‏ | Alois Kaňkovský ‏ |
| المرحلة 2 | 12 سبتمبر | Hořice ‏ – Hořice ‏                                   | مرحلة متوسطة | 166٫4        | جان تراتنيك      | جان تراتنيك      |
| المرحلة 3 | 13 سبتمبر | Opočno ‏ – Opočno ‏                                   | مرحلة متوسطة | 178          | Fridtjof Røinås ‏ | جان تراتنيك      |

## النتيجة

### مرحلة 1
أجريت في 11 سبتمبر 2016، وامتدّت لمسافة 158.6 كيلومتر.
| \| التصنيف العام \| التصنيف العام \| التصنيف العام \| التصنيف العام \| التصنيف العام \| \| العداء \| العداء \| الفريق \| الوقت \| \| \| ------------- \| ---------------------------- \| -------------------------------------------- \| --------------- \| ------------- \| \| 1 \| Alois Kaňkovský [الإنجليزية]‏ \| إلكوف كاسبر [الإنجليزية]‏ \| + 3 س 38 د 41 ث \| \| \| 2 \| František Sisr [الإنجليزية]‏ \| Klein Constantia (cycling team) [الإنجليزية]‏ \| + 5 ث \| \| \| 3 \| Fridtjof Røinås [الإنجليزية]‏ \| Team Sparebanken Sør [الإنجليزية]‏ \| + 5 ث \| \| |                  |                                  |                 |  |
| |                  |                                  |                 |  |
| |                  |                                  |                 |  |
| التصنيف العام |                  |                                  |                 |  |
| العداء | العداء           | الفريق                           | الوقت           |  |
| 1 | Alois Kaňkovský ‏ | إلكوف كاسبر ‏                     | + 3 س 38 د 41 ث |  |
| 2 | František Sisr ‏  | Klein Constantia (cycling team) ‏ | + 5 ث           |  |
| 3 | Fridtjof Røinås ‏ | Team Sparebanken Sør ‏            | + 5 ث           |  |

### مرحلة 2
أجريت في 12 سبتمبر 2016، وامتدّت لمسافة 166.4 كيلومتر.
| \| التصنيف العام \| التصنيف العام \| التصنيف العام \| التصنيف العام \| التصنيف العام \| \| العداء \| العداء \| الفريق \| الوقت \| \| \| ------------- \| -------------------------- \| -------------------------------------------- \| ------------- \| ------------- \| \| 1 \| جان تراتنيك \| Sportland Niederösterreich [الإنجليزية]‏ \| 7 س 56 د 25 ث \| \| \| 2 \| Paweł Cieślik [الإنجليزية]‏ \| Verva ActiveJet [الإنجليزية]‏ \| + 5 ث \| \| \| 3 \| ميكال شليغل \| Klein Constantia (cycling team) [الإنجليزية]‏ \| + 5 ث \| \| |                |                                  |               |  |
| |                |                                  |               |  |
| |                |                                  |               |  |
| التصنيف العام |                |                                  |               |  |
| العداء | العداء         | الفريق                           | الوقت         |  |
| 1 | جان تراتنيك    | Sportland Niederösterreich ‏      | 7 س 56 د 25 ث |  |
| 2 | Paweł Cieślik ‏ | Verva ActiveJet ‏                 | + 5 ث         |  |
| 3 | ميكال شليغل    | Klein Constantia (cycling team) ‏ | + 5 ث         |  |

### مرحلة 3
أجريت في 13 سبتمبر 2016، وامتدّت لمسافة 178 كيلومتر.
| \| التصنيف العام \| التصنيف العام \| التصنيف العام \| التصنيف العام \| التصنيف العام \| \| العداء \| العداء \| الفريق \| الوقت \| \| \| ------------- \| ------------- \| ------------- \| ------------- \| ------------- \| |        |        |       |  |
| |        |        |       |  |
| |        |        |       |  |
| التصنيف العام |        |        |       |  |
| العداء | العداء | الفريق | الوقت |  |

## التصنيف العام النهائي
| \| التصنيف العام \| التصنيف العام \| التصنيف العام \| التصنيف العام \| التصنيف العام \| \| العداء \| العداء \| الفريق \| الوقت \| \| \| ------------- \| -------------------------- \| -------------------------------------------- \| -------------- \| ------------- \| \| 1 \| جان تراتنيك \| Sportland Niederösterreich [الإنجليزية]‏ \| 12 س 13 د 50 ث \| \| \| 2 \| Paweł Cieślik [الإنجليزية]‏ \| إلكوف كاسبر [الإنجليزية]‏ \| + 5 ث \| \| \| 3 \| ميكال شليغل \| Klein Constantia (cycling team) [الإنجليزية]‏ \| + 5 ث \| \| |                |                                  |                |  |
| |                |                                  |                |  |
| مصدر: ProCyclingStats |                |                                  |                |  |
| التصنيف العام |                |                                  |                |  |
| العداء | العداء         | الفريق                           | الوقت          |  |
| 1 | جان تراتنيك    | Sportland Niederösterreich ‏      | 12 س 13 د 50 ث |  |
| 2 | Paweł Cieślik ‏ | إلكوف كاسبر ‏                     | + 5 ث          |  |
| 3 | ميكال شليغل    | Klein Constantia (cycling team) ‏ | + 5 ث          |  |

## وصلات خارجية
- طواف شرق بوهيميا 2015 على موقع إحصائيات الدراجات الإحترافية (الإنجليزية)